# Metropolia di Murmansk

Mappa dell'oblast' di Murmansk.

La metropolia di Murmansk (in russo Мурманская митрополия?) è una delle province ecclesiastiche che costituiscono la Chiesa ortodossa russa.
Istituita dal Santo Sinodo il 2 ottobre 2013, comprende l'intera oblast' di Murmansk nel circondario federale nordoccidentale.
È costituita da 2 eparchie:
- Eparchia di Murmansk
- Eparchia di Severomorsk

Sede della metropolia è la città di Murmansk, il cui eparca ha il titolo di "Metropolita di Murmansk e Mončegorsk".